# Adeliella olivieri
Adeliella olivieri är en kräftdjursart. Adeliella olivieri ingår i släktet Adeliella och familjen Lysianassidae. Inga underarter finns listade i Catalogue of Life.